# Dietrichsdorf

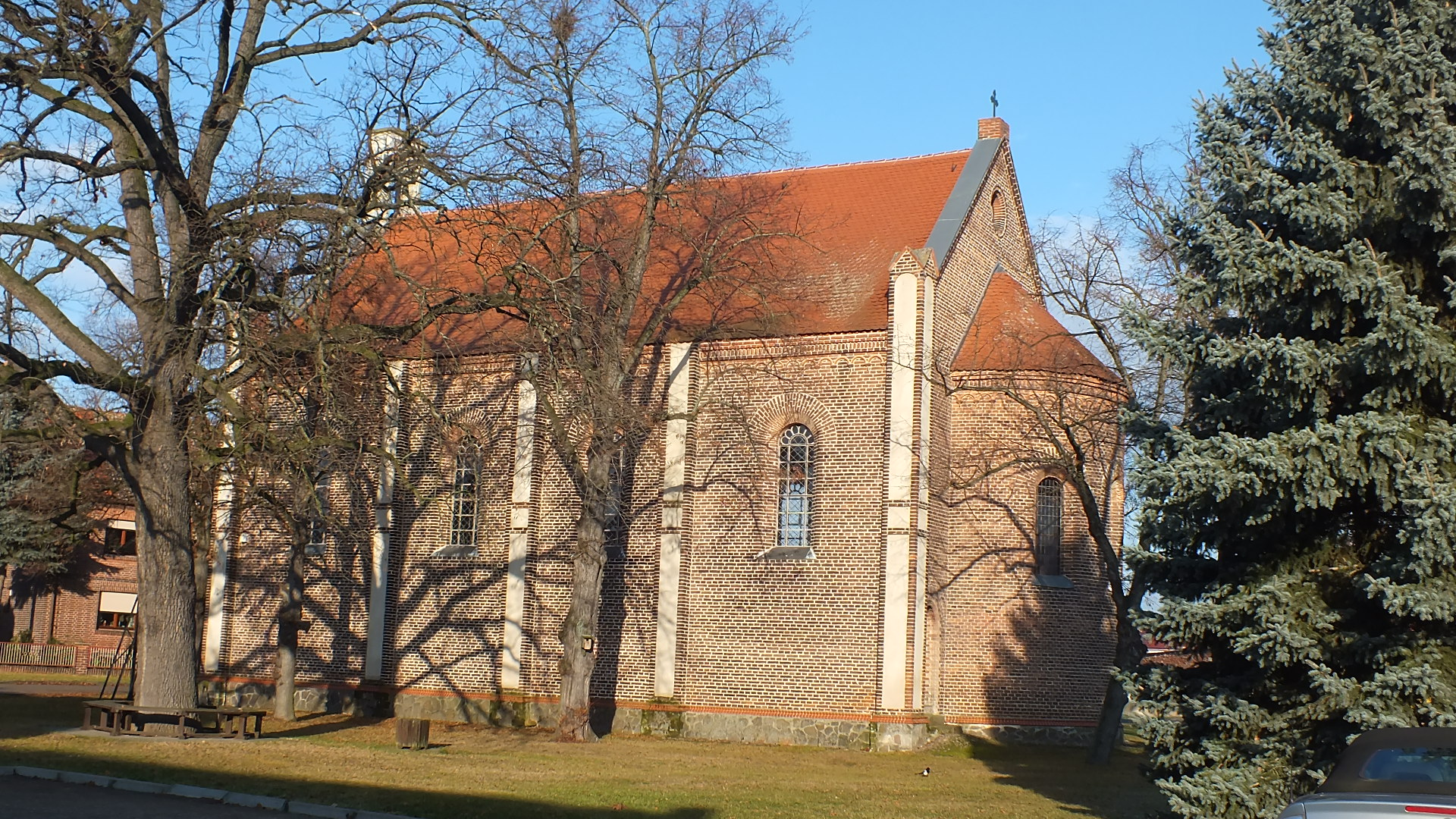
Kirche Dietrichsdorf

Dietrichsdorf  ist ein Ortsteil der Stadt Zahna-Elster im Landkreis Wittenberg in Sachsen-Anhalt.

## Geografie
Dietrichsdorf liegt neun Kilometer östlich der Kreisstadt Lutherstadt Wittenberg. Der Elbe-Nebenfluss Zahnabach fließt durch den Ort.

## Geschichte
Der ursprünglich slawische Ort Dietrichsdorf wurde am 14. November 1385 erstmals urkundlich erwähnt. Benannt wurde er nach dem Lokator Dietrich, dem Anführer der deutschen Siedlergruppe, und nicht nach seiner ursprünglich slawischen Ortsbezeichnung.
1705 ließ die Wittenberger Universität eine kleine Holzkirche bauen, die bis 1835 bestand und wegen Baufälligkeit abgerissen wurde. 1864 wurde durch die Regierung in Merseburg ein massiver Nachfolgebau im Rundbogenstil errichtet, der im Bauplan der Kirche in Trajuhn gleicht. Diese Bauten sind grundhaft bis heute erhalten.
Von 1942 bis 2010 war Külso ein Ortsteil der Gemeinde Dietrichsdorf. Am 1. Januar 2011 wurden Dietrichsdorf und Külso zusammen mit den Gemeinden der aufgelösten Verwaltungsgemeinschaft Elbaue-Fläming Ortsteile der neugebildeten Stadt Zahna-Elster. Seitdem besteht die Ortschaft Dietrichsdorf aus den Ortsteilen Dietrichsdorf und Külso.

## Politik
Ortsbürgermeister ist Carsten Schmidt (Stand: 2024).

## Sehenswürdigkeiten
- Backsteinkirche von 1864 mit Orgel vom Wittenberger Orgelbauer Gustav Albert Friedrich aus dem Jahr 1871[6]
- Mühle

## Verkehr
Die Kreisstraße K 2017 Leetza – Mühlanger durchquert den Ort. Die Bundesstraße B 187 führt in einem Kilometer Entfernung südlich des Ortes vorbei.
Der Bahnhof Mühlanger an der Bahnstrecke Lutherstadt Wittenberg–Falkenberg/Elster ist zwei Kilometer entfernt. Hier halten Regionalzüge der DB Regio.